# Tavaszi sodrómoly
A tavaszi sodrómoly (Tortricodes alternella = T. tortricella) a valódi lepkék (Glossata) alrendjébe tartozó sodrómolyfélék (Tortricidae) családjának Magyarországon is honos faja.

## Elterjedése, élőhelye
Európai faj, amely Magyarországon sem ritka.

## Megjelenése
Tarka szárnyát barna alapon sárga keresztszalag díszíti. A szárny fesztávolsága 21–26 mm.

## Életmódja
Hazánkban egy évben egy nemzedéke nő fel. Magyar nevét onnan kapta, hogy a feltűnő lepkék nagyon korán (február-márciusban) és a sodrómolyok nagy többségétől eltérően nappal repülnek.
Hernyói májustól októberig ott vannak a tölgyön és más lombos fákon, de nyáron valószínűleg diapauzába merülnek. Ősszel a talajban földgubóban bábozódnak, és így telelnek.